# Hraju na klavír v bordelu
Hraju na klavír v bordelu je název alba kapely Sto zvířat, které bylo vydáno v roce 2012.

## Seznam skladeb
1. Lustr – 2:47
2. G. O. P. – 3:14
3. Hraju na klavír v bordelu – 2:15
4. Kopretiny – 2:49
5. Tango za generála Terreda – 2:42
6. Na římse – 2:16
7. Noc s operní pěvkyní – 3:28
8. Malinký lidi – 2:41
9. Pizza – 3:01
10. Pondělí – 2:46
11. Baťůžek – 2:41
12. Hotel Bellevue – 4:40
13. Rádiohit – 2:35
14. Krátkozraký Viktor – 2:52